# Друштвена Острва
Друштвена острва (фр. Îles de la Société или Archipel de la Société; тах. Tōtaiete mā) су група од 14 острва у Јужном Пацифику, и део Француске Полинезије. У овом архипелагу постоји 14 острва, од којих је 8 насељено. Сва острва су вулканског порекла. 
Острва су даље груписана у „Острва приветрине“ (фр. îles du Vent) и „Острва заветрине“ (фр. îles sous le Vent). Најзначајнија острва у првој групи су Тахити и Муреа, а у другој Бора Бора и Раиатеа. 
Име им је дао капетан Џејмс Кук 1769. по енглеском „Краљевском друштву“ (енгл. Royal Society). 
По попису из 2012, на острвима живи 235.295 становника. Већином су то Полинежани.